# Pholodes sinistraria
Pholodes sinistraria är en fjärilsart som beskrevs av Achille Guenée 1858. Pholodes sinistraria ingår i släktet Pholodes och familjen mätare. Inga underarter finns listade i Catalogue of Life.

## Bildgalleri

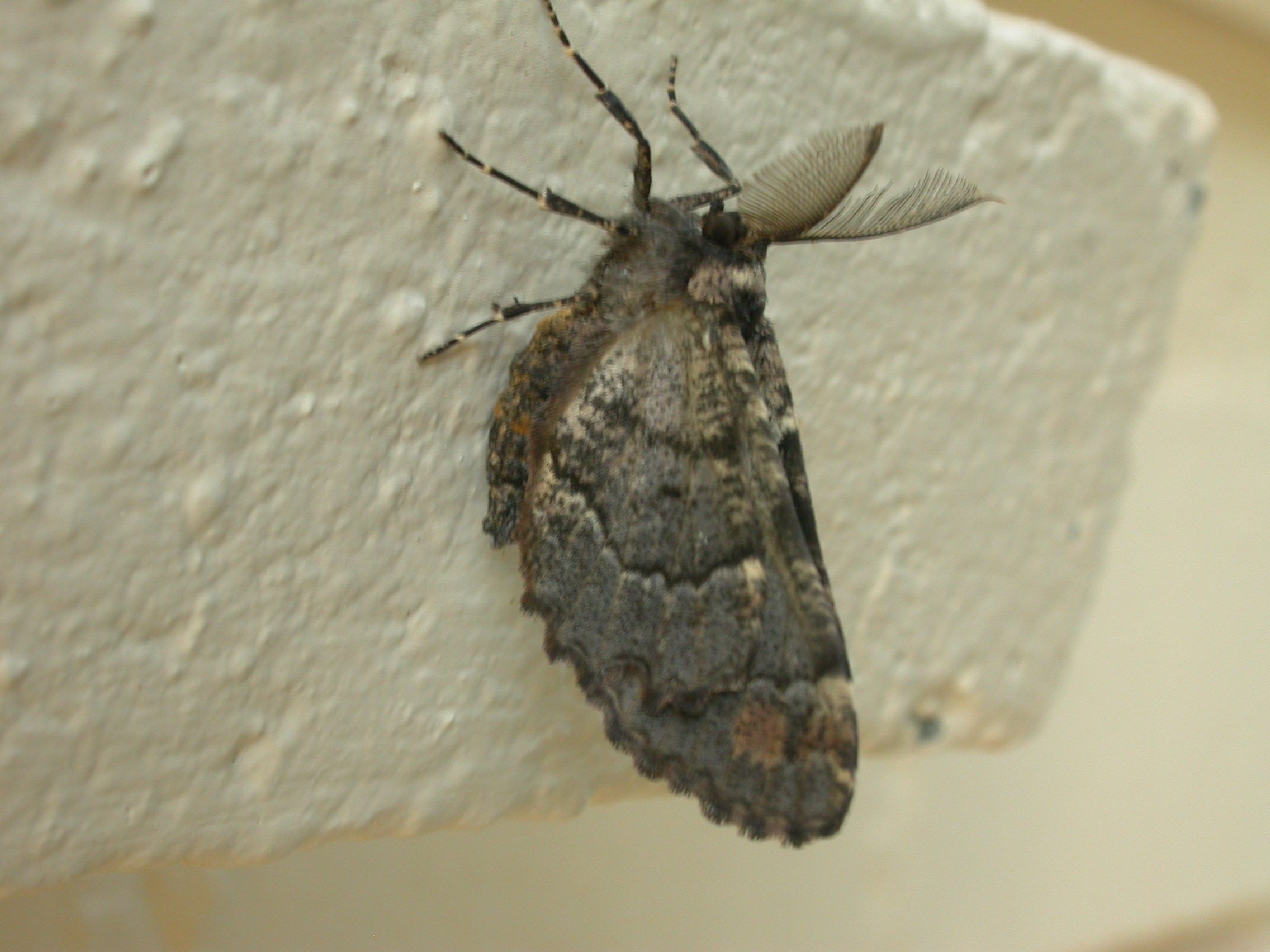
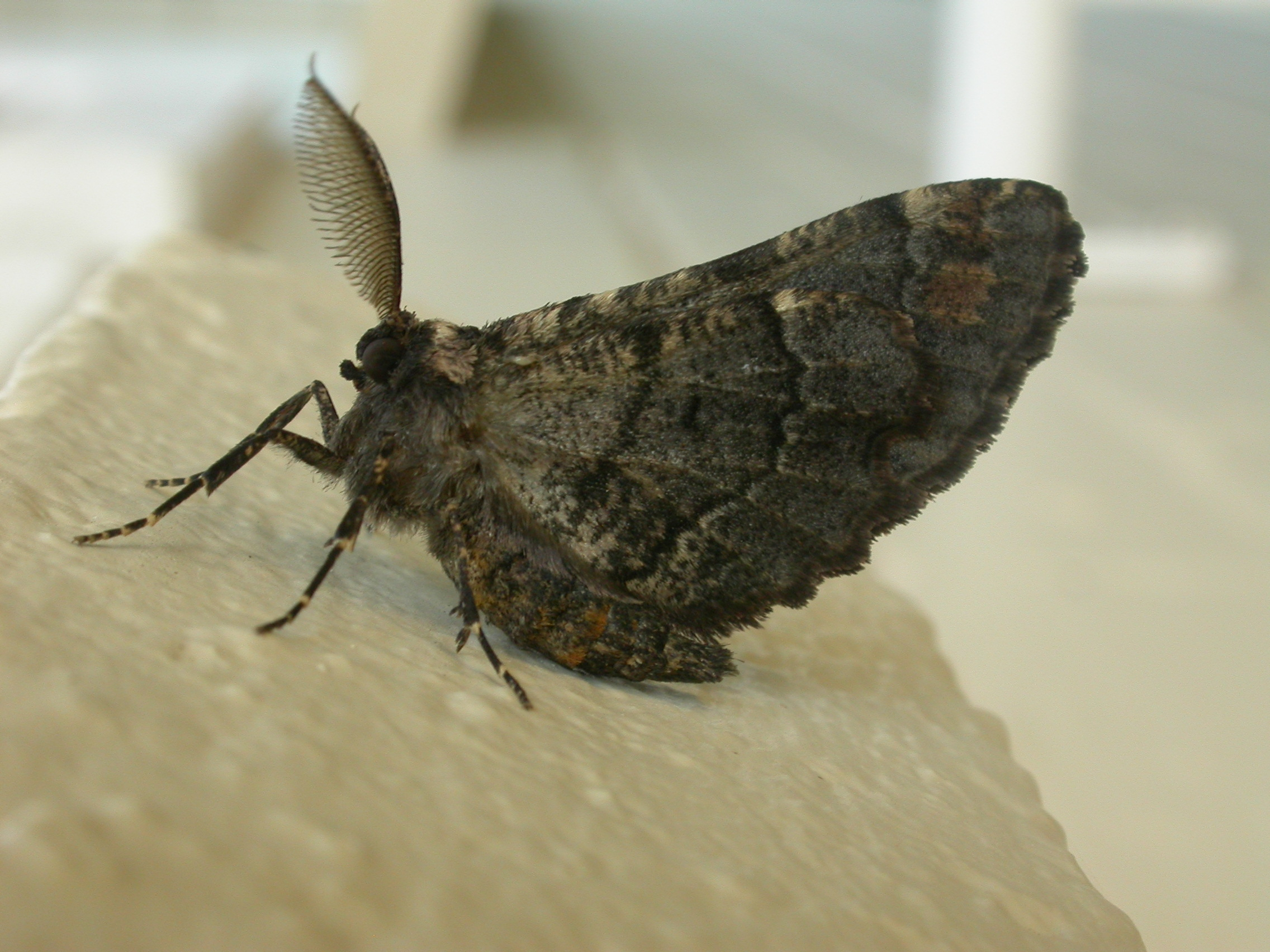
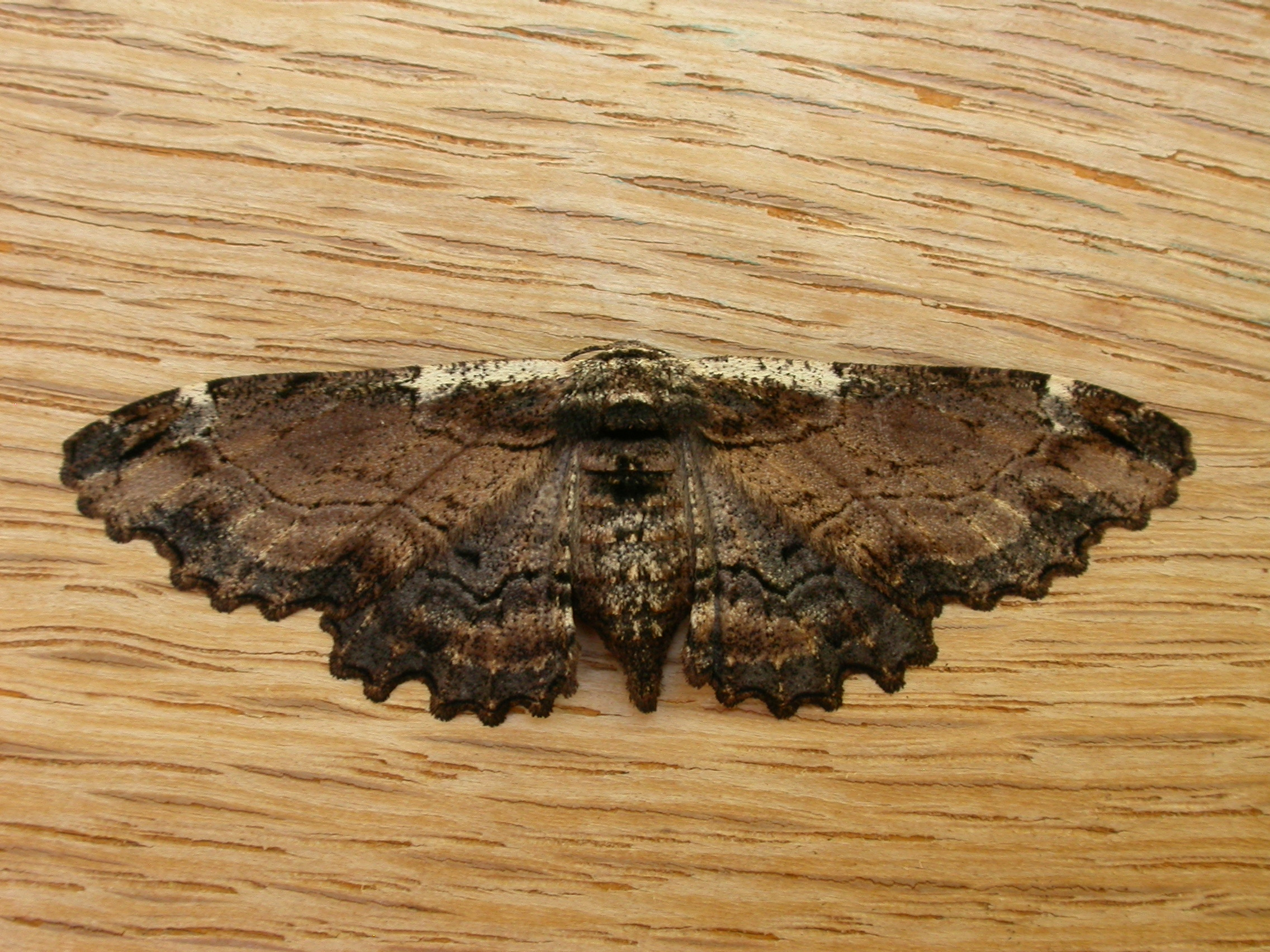
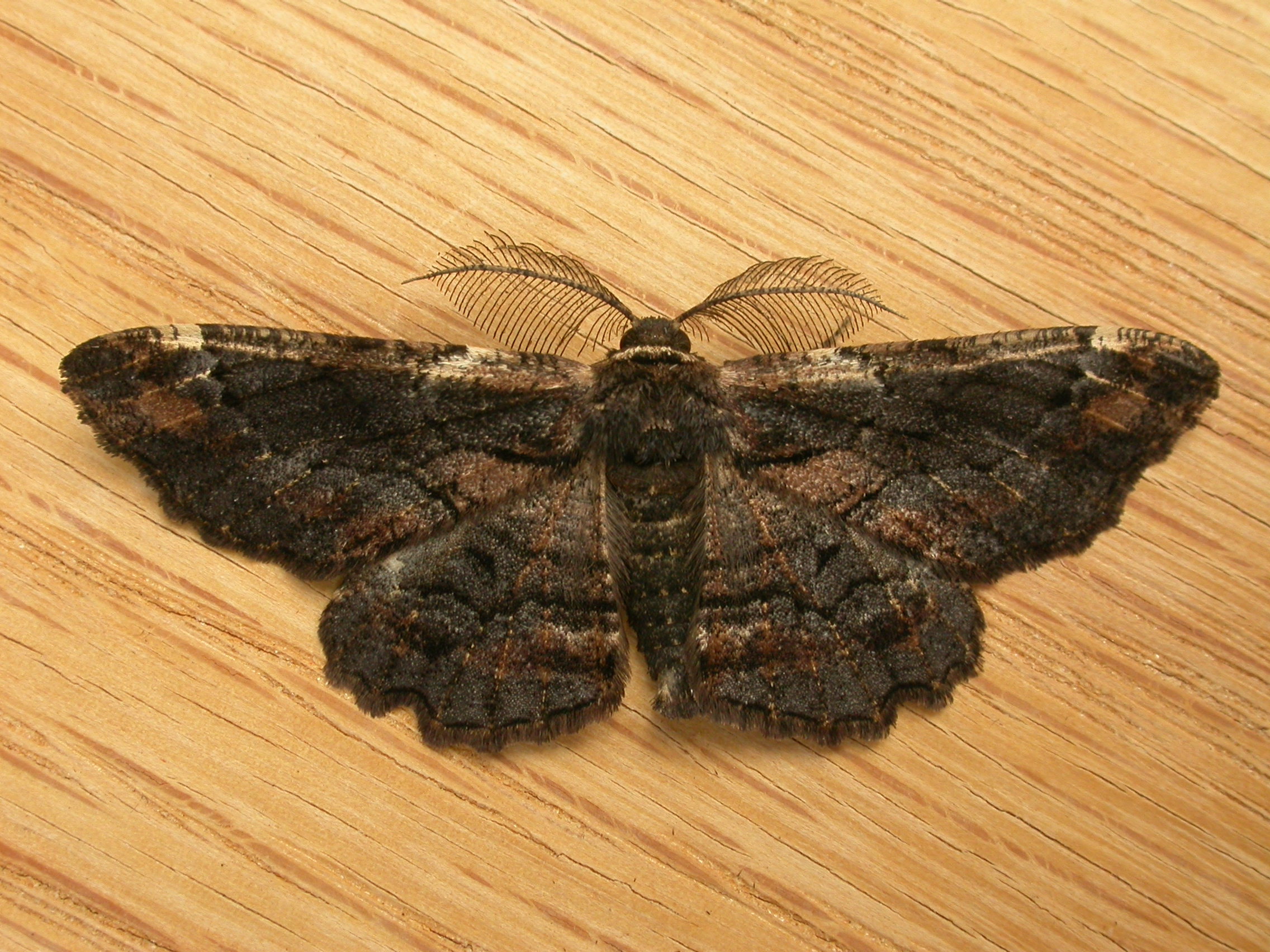
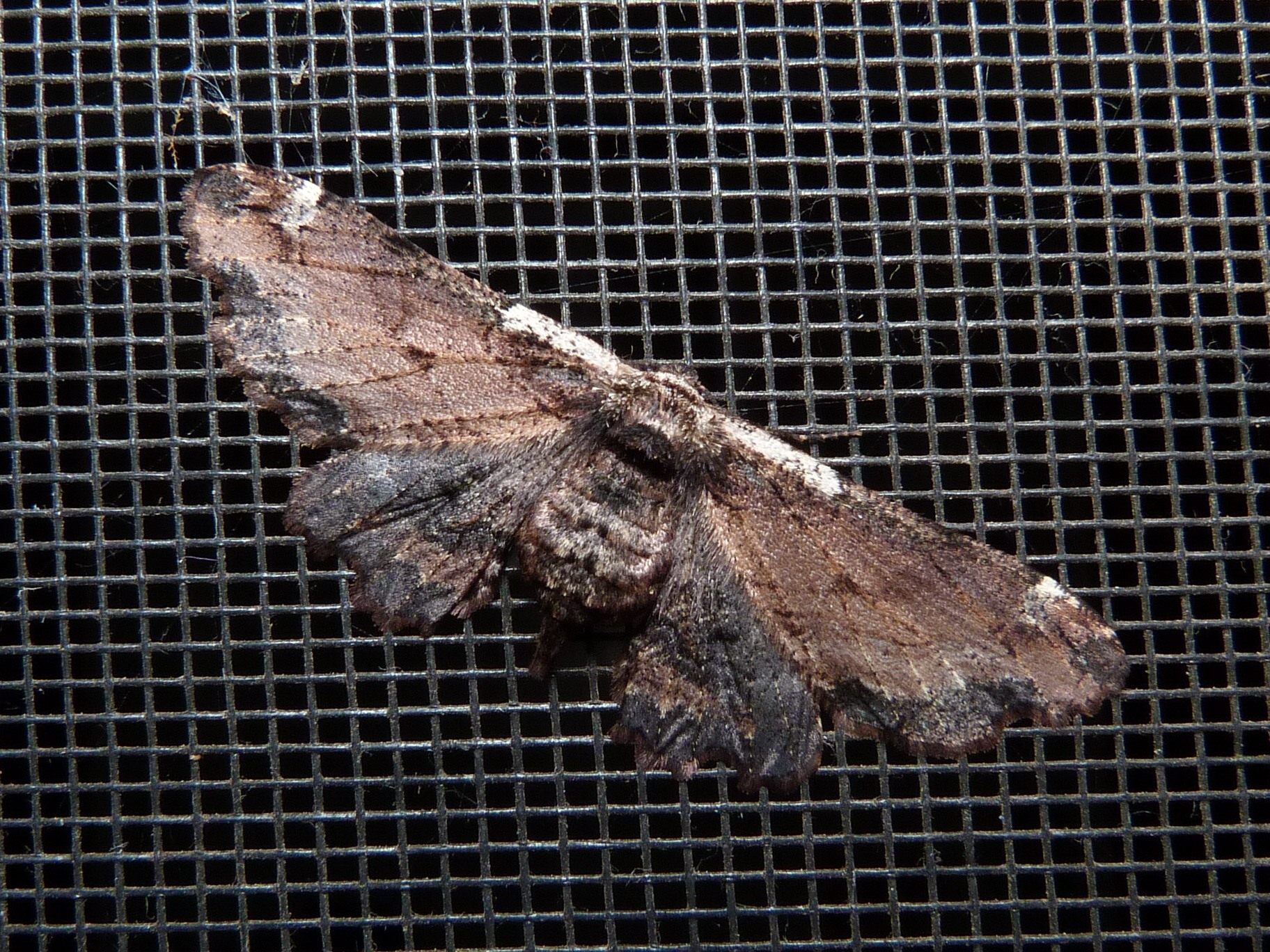